# Stenellipsis kaszabi
Stenellipsis kaszabi là một loài bọ cánh cứng trong họ Cerambycidae.